# Soledad Cruz
María Soledad Cruz Court (19 de junio de 1984) es una actriz, gestora cultural, directora y profesora chilena. Ha trabajado en el área dramática de Mega y forma parte de la compañía teatro del terror. Egresó el año 2007 de la Escuela de teatro de la Universidad Diego Portales, y realizó estudios en el Teatro la Memoria y en Buenos Aires con Guillermo Angelelli.

## Carrera
Soledad Cruz Court nació en la región del Maule, Chile. Vivió en Talca la mayor parte de su vida, en su periodo escolar comenzó su interés por el teatro donde participó en talleres extra programáticos durante la enseñanza media. 
En 2004 ingreso a la universidad Diego Portales donde obtuvo su título de actriz el año 2007. En el año 2008 participó en un seminario de Actuación, impartido por Alfredo Castro en el Centro de Investigación Teatro La Memoria y en el año 2010 participó en el Seminario de Entrenamiento físico y vocal para actores y bailarines impartido por Guillermo Angelelli, en el Odin Teatret en Buenos Aires.
Desde el año 2013 es directora de La maulina producciones, además en el año 2016 dirigió el festival de dramaturgia FEDAM, instancia que busca promover la escritura dramática en la región del Maule.
Inició su carrera televisiva el año 2014 en la teleserie Dueños del paraíso de TVN, con el personaje de Yenny, ese mismo año participó en la teleserie El amor lo manejo yo del mismo canal televisivo con el personaje de Rocío.
En el año 2017 ingresó al canal televisivo Mega donde realizó el personaje de María Mercedes Möller "Mechita", en la teleserie Perdona nuestros pecados. Mechita es una niña católica de los años cincuenta, hija del alcalde del pueblo, que con el paso del tiempo se da cuenta de que es lesbiana, donde además conoce a Bárbara Román (María José Bello), de la cual se enamora.
El 25 de agosto de 2018 recibió en la ciudad de Valencia, España un reconocimiento artístico "Valencia 2018, ciudad del Grial" precisamente por su magnífica interpretación de género llevada a cabo junto a su compañera de reparto María José Bello.

## Teatro
- La Espera, Compañía Teatro del Terror (2018)
- Lastima que sea una Puta, Compañía Teatro del Terror, Temporada sala Ana Gonzalez, Estación Mapocho(2016)
- Travesía, temporada teatro Sala Agustín Sire, Universidad de Chile (2016)
- El pelícano, Compañía Teatro del Terror, temporada sala Tennyson Ferrada, Estación Mapocho (2015 - 2016),Teatro a Mil (2017)
- Macbeth, Compañía Teatro del Terror, temporada sala Mil Metros cuadrados(2013),temporada Estación Mapocho (2014 - 2015),gira Región de los Lagos (2015)
- Ricardo III, Compañía Teatro del Terror, temporada U. Finis Terrae (2012)
- El operador, Compañía Tetraédricos, Temporada Teatro el Puente (2012),festival Santiago Offf (2013)
- Viejas de mierda, Compañía Comité de Vigilancia, festival Teatro Facetas (2009),temporada teatro Chukremansur (2010),temporada Sala Casa Rodante (2012),función Yerbas Buenas y Biblioteca Nacional (2013)
- La sonata de los espectros, Compañía Teatro del terror, temporada Universidad de Chile(2012),temporada sala Ladrón de Bicicletas (2013)
- Tony chico, funciones Teatro Nacional Chileno (2012),temporada gira Teatro Regional del Maule (2012),Itinerancia Nacional (2012)
- Tres Marías y una Rosa, teatro nacional chileno (2012)
- Firebird, Theatre Titanic. Alemania, festival Santiago a mil (2010)
- Rata de dos patas, funciones teatro la memoria (2009)
- Sobre las aguas, temporada teatro ictus (2008)
- 7 segundos, teatro Universidad Diego Portales (2008)
- Pelea de perros, temporada galpón 9 (2007)
- Un hombre que, teatro Universidad Diego Portales (2007)
- Comala, teatro Universidad Diego Portales (2007)

## Televisión
| Año       | Teleserie                | Rol                             | Canal         |
| --------- | ------------------------ | ------------------------------- | ------------- |
| 2014      | El amor lo manejo yo     | Rocío Guerrero                  | TVN           |
| 2015      | Dueños del paraíso       | Yenny González                  | TVN/Telemundo |
| 2017-2018 | Perdona nuestros pecados | María Mercedes Möller "Mechita" | Mega          |

## Vídeo musical
- Grupo Los Coléricos (2012)